# Россоша (Саратовская область)
Россоша — посёлок при станции в Красноармейском районе Саратовской области, входит в состав Россошанского сельского поселения.
Железнодорожная станция Россоша Приволжской железной дороги на линии Саратов — Петров Вал. Посёлок при станции расположен на берегу реки Россоша, по имени которой и названо, основан немецкими колонистами в 1760-х годах.

## Население
Динамика численности населения
| 1987 | 2002 |
| ---- | ---- |
| ≈140 | 172  |

| 2002 | 2010 |
| ---- | ---- |
| 174  | ↘0   |